# 萨维奇一家
《萨维奇一家》是一部2007年的美国喜剧剧情片，塔玛拉·詹金斯自编自导奥斯卡影帝菲利浦·西摩·霍夫曼和演技派女星劳拉·琳妮联合主演。影片在2007年的圣丹斯电影节首映。劳拉·琳妮以此片入围第80届奥斯卡金像奖最佳女主角。

## 故事梗概
讲述了感情疏离的两兄妹回家照顾患病的父亲，通过一系列接触与摩擦重拾亲情的故事。

## 主要演员
- 菲利浦·西摩·霍夫曼饰演乔·萨维奇
- 劳拉·琳妮饰演温迪·萨维奇
- 菲利普·博斯托饰演琳妮·萨维奇
- 彼特·弗莱德曼饰演拉瑞

## 回响与评价
本片公映后，收获了不俗的评价。迄今为止，美国著名影评网站烂番茄上113篇专业影评综合得分达91%。另一影评网站Metacritic上的评价得分达到85分（满分100）。
时代周刊 的影评人理查德·史克将《萨维奇一家》列为年度十佳影片，排行第七。并盛赞本片演员与编导。 

### 年度佳片
《萨维奇一家》在2007年入选许多美国评论家的年度十佳影片
- 第一名 - Carina Chocano, 洛杉矶时报 (与《潜水钟与蝴蝶》并列)
- 第三名 - Ella Taylor, 洛杉矶周刊 (与柳暗花明并列)
- 第三名 - Sheri Linden, 好莱坞报道者
- 第五名 - David Edelstein, 纽约杂志
- 第五名 - Marjorie Baumgarten, 奥斯汀编年史
- 第六名 - Lawrence Toppman, The Charlotte Observer
- 第七名 - Kirk Honeycutt, 好莱坞报道者
- 第七名 - Peter Hartlaub, 旧金山编年史
- 第七名 - Richard Schickel, 时代周刊
- 第八名 - Frank Scheck, 好莱坞报道者
- 第八名 - Nathan Rabin,《影音俱樂部》
- 第八名 - Ray Bennett, 好莱坞报道者
- 第九名 - A. O. Scott, 纽约时报 (与柳暗花明并列)
- 第十名 - Carrie Rickey, The Philadelphia Inquirer
- 第十名 - Manohla Dargis, 纽约时报

## 获奖与提名
| 获奖与提名             | 获奖与提名        | 获奖与提名                                   | 获奖与提名 |
| 评奖名称               | 奖项              | 获奖者                                       | 结果       |
| ---------------------- | ----------------- | -------------------------------------------- | ---------- |
| 奥斯卡金像奖           | 最佳女主角        | 劳拉·琳妮                                    | 提名       |
| 奥斯卡金像奖           | 最佳原创剧本      | 塔玛拉·詹金斯                                | 提名       |
| 俄亥俄中部影评人协会奖 | 最佳男主角        | 菲利普·西蒙·霍夫曼                           | 獲獎       |
| 芝加哥影评人协会       | 最佳女主角        | 劳拉·琳妮                                    | 提名       |
| 芝加哥影评人协会       | 最佳原创剧本      | 塔玛拉·詹金斯                                | 提名       |
| 奥斯卡金像奖           | 最佳女主角        | 劳拉·琳妮                                    | 提名       |
| 奥斯卡金像奖           | 最佳原创剧本      | 塔玛拉·詹金斯                                | 提名       |
| 高谭电影奖             | 最佳集体表演      | 菲利普·西蒙·霍夫曼、劳拉·琳妮、菲利普·博斯托 | 提名       |
| 独立精神奖             | 最佳导演          | 塔玛拉·詹金斯                                | 提名       |
| 独立精神奖             | 最佳原创剧本      | 塔玛拉·詹金斯                                | 獲獎       |
| 独立精神奖             | 最佳男主角        | 菲利普·西蒙·霍夫曼                           | 獲獎       |
| 独立精神奖             | 最佳摄影          | W. Mott Hupfel III                           | 提名       |
| 美国国家影评人协会奖   | 最佳剧本          | 塔玛拉·詹金斯                                | 獲獎       |
| 伦敦影评人奖           | 最佳女主角        | 劳拉·琳妮                                    | 提名       |
| 洛杉矶影评人协会奖     | 最佳剧本          | 塔玛拉·詹金斯                                | 獲獎       |
| 尼尔森电影奖           | 最佳影片          |                                              | 提名       |
| 尼尔森电影奖           | 最佳男主角        | 菲利普·西蒙·霍夫曼                           | 提名       |
| 尼尔森电影奖           | 最佳女主角        | 劳拉·琳妮                                    | 提名       |
| 尼尔森电影奖           | 最佳男配角        | 菲利普·博斯托                                | 提名       |
| 尼尔森电影奖           | 最佳原创音乐      |                                              | 提名       |
| 尼尔森电影奖           | 最佳原创剧本      | 塔玛拉·詹金斯                                | 提名       |
| 尼尔森电影奖           | 最佳集体表演      |                                              | 提名       |
| 在线影评人协会奖       | 最佳女主角        | 劳拉·琳妮                                    | 提名       |
| 旧金山影评人奖         | 最佳原创剧本      | 塔玛拉·詹金斯                                | 獲獎       |
| 金卫星奖               | 最佳女主角-剧情类 | 劳拉·琳妮                                    | 提名       |
| 美国女影评人协会奖     | 最佳女主角        | 劳拉·琳妮                                    | 獲獎       |
| 美国编剧工会奖         | 最佳原创剧本      | 塔玛拉·詹金斯                                | 提名       |

## 相关链接
- 官方网站 （页面存档备份，存于）
- 互联网电影数据库（IMDb）上《萨维奇一家》的资料（英文）
- AllMovie上《The Savages》的资料（英文）
- 爛番茄上《The Savages》的資料（英文）
- Metacritic上《The Savages》的資料（英文）
- Box Office Mojo上《The Savages》的資料（英文）